# Sportvereniging Dynamo 2023-2024 (maschile)
Questa voce raccoglie le informazioni riguardanti la Sportvereniging Dynamo nelle competizioni ufficiali della stagione 2023-2024.

## Stagione
La Sportvereniging Dynamo partecipa alla stagione 2023-24 con la denominazione sponsorizzata Draisma Dynamo Apeldoorn.
Ottiene il secondo posto al termine della regular season di Eredivisie, venendo poi sconfitto nella finale dei play-off scudetto dall'Orion. Nelle altre competizioni domestiche ottiene la vittoria della decima Supercoppa olandese della propria storia, mentre in Coppa dei Paesi Bassi viene eliminato ai quarti di finale.
In ambito europeo è invece di scena in Champions League, senza riuscire a superare il primo turno di qualificazione: retrocesso in Coppa CEV, si spinge fino agli ottavi di finale, eliminato dal Fenerbahçe.

## Organigramma societario
Area direttiva
- Presidente: Peter de Vries
- Team manager: Hans Verbeek
- Custode: Rob van den Berg, Joop Wijker

Area tecnica
- Allenatore: Redbad Strikwerda
- Secondo allenatore: Tijmen Laane
- Scoutman: Frank Baak
- Preparatore atletico: Collin Denekamp

Area sanitaria
- Medico: Gijs Smit
- Fisioterapista: Wouter Langendijk, Collin Denekamp

## Rosa
| N° | Nome                | Ruolo | Data di nascita   | Nazionalità sportiva |
| -- | ------------------- | ----- | ----------------- | -------------------- |
| 3  | Gijs van Solkema    | P     | 21 maggio 1998    | Paesi Bassi          |
| 5  | Sjors Tijhuis       | C     | 31 dicembre 2000  | Paesi Bassi          |
| 7  | Jack Williams       | O     | 10 novembre 1999  | Regno Unito          |
| 8  | Yannick Bak         | S     | 30 novembre 2001  | Paesi Bassi          |
| 9  | Cas Abraham         | S     | 17 maggio 1999    | Paesi Bassi          |
| 10 | Maikel van Zeist    | C     | 16 settembre 1994 | Paesi Bassi          |
| 15 | Jelle Bosma         | C     | 8 marzo 2003      | Paesi Bassi          |
| 16 | Mike van Cooten     | O     | 23 maggio 1999    | Paesi Bassi          |
| 17 | Edvin Svärd         | L     | 29 marzo 1999     | Svezia               |
| 18 | Duco Krook          | C     | 18 gennaio 1996   | Paesi Bassi          |
| 19 | Freek de Weijer     | P     | 30 ottobre 1995   | Paesi Bassi          |
| 20 | Niels Lipke         | L     | 20 dicembre 2002  | Paesi Bassi          |
| 22 | Erik van der Schaaf | S     | 12 dicembre 1993  | Paesi Bassi          |
| 23 | Wietze Strikwerda   | S     | 2008              | Paesi Bassi          |
| -  | Ruben de Vries      | P     | 4 febbraio 1994   | Paesi Bassi          |
| -  | Micha Lammertink    | L     | 21 settembre 2007 | Paesi Bassi          |
| -  | Lucas Blaas         | S     | 29 gennaio 2007   | Paesi Bassi          |
| -  | Thijs Schunselaar   | S     | -                 | Paesi Bassi          |
| -  | Jordi van Laar      | S     | 1º settembre 2008 | Paesi Bassi          |
| -  | Raoul Kerkdijk      | C     | -                 | Paesi Bassi          |

## Statistiche

### Statistiche di squadra
| Competizione          | Punti | In casa | In casa | In casa | In trasferta | In trasferta | In trasferta | Totale | Totale | Totale |
| Competizione          | Punti | G       | V       | P       | G            | V            | P            | G      | V      | P      |
| --------------------- | ----- | ------- | ------- | ------- | ------------ | ------------ | ------------ | ------ | ------ | ------ |
| Eredivisie            | 41/11 | 17      | 11      | 6       | 16           | 11           | 5            | 33     | 22     | 11     |
| Coppa dei Paesi Bassi | -     | 1       | 0       | 1       | 0            | 0            | 0            | 1      | 0      | 1      |
| Supercoppa olandese   | -     | -       | -       | -       | -            | -            | -            | 1      | 1      | 0      |
| Champions League      | 1     | 0       | 0       | 0       | 0            | 0            | 0            | 3      | 0      | 3      |
| Challenge Cup         | -     | 2       | 1       | 1       | 2            | 0            | 2            | 4      | 1      | 3      |
| Totale                | -     | 20      | 12      | 8       | 18           | 11           | 7            | 42     | 24     | 18     |

### Statistiche dei giocatori
| Giocatore         | Eredivisie | Eredivisie | Eredivisie | Eredivisie | Eredivisie | Champions League | Champions League | Champions League | Champions League | Champions League | Coppa CEV | Coppa CEV | Coppa CEV | Coppa CEV | Coppa CEV |
| Giocatore         | P          | PT         | AV         | MV         | BV         | P                | PT               | AV               | MV               | BV               | P         | PT        | AV        | MV        | BV        |
| ----------------- | ---------- | ---------- | ---------- | ---------- | ---------- | ---------------- | ---------------- | ---------------- | ---------------- | ---------------- | --------- | --------- | --------- | --------- | --------- |
| C. Abraham        | ?          | 245        | 203        | 23         | 19         | 3                | 1                | 1                | 0                | 0                | 4         | 8         | 11        | 2         | 1         |
| Y. Bak            | ?          | 318        | 285        | 19         | 14         | 3                | 56               | 48               | 2                | 6                | 4         | 28        | 33        | 4         | 2         |
| L. Blaas          | ?          | 0          | 0          | 0          | 0          | -                | -                | -                | -                | -                | -         | -         | -         | -         | -         |
| J. Bosma          | ?          | 70         | 50         | 10         | 10         | 1                | 8                | 7                | 1                | 0                | 0         | 0         | 0         | 0         | 0         |
| R. de Vries       | ?          | 0          | 0          | 0          | 0          | -                | -                | -                | -                | -                | -         | -         | -         | -         | -         |
| F. de Weijer      | ?          | 39         | 19         | 14         | 6          | 2                | 0                | 0                | 0                | 0                | 4         | 2         | 2         | 3         | 1         |
| D. Krook          | ?          | 218        | 153        | 36         | 29         | 1                | 8                | 3                | 4                | 1                | 4         | 21        | 25        | 8         | 1         |
| M. Lammertink     | ?          | 0          | 0          | 0          | 0          | -                | -                | -                | -                | -                | -         | -         | -         | -         | -         |
| N. Lipke          | ?          | 5          | 5          | 0          | 0          | 2                | 0                | 0                | 0                | 0                | 3         | 0         | 0         | 0         | 0         |
| T. Schunselaar    | ?          | 0          | 0          | 0          | 0          | 0                | 0                | 0                | 0                | 0                | 0         | 0         | 0         | 0         | 0         |
| W. Strikwerda     | ?          | 0          | 0          | 0          | 0          | -                | -                | -                | -                | -                | -         | -         | -         | -         | -         |
| E. Svärd          | ?          | 3          | 3          | 0          | 0          | 1                | 0                | 0                | 0                | 0                | 4         | 0         | 0         | 0         | 0         |
| S. Tijhuis        | ?          | 317        | 255        | 38         | 24         | 2                | 24               | 18               | 3                | 3                | 4         | 3         | 3         | 1         | 1         |
| M. van Cooten     | ?          | 2          | 2          | 0          | 0          | 3                | 1                | 0                | 1                | 0                | 4         | 9         | 12        | 1         | 1         |
| E. van der Schaaf | ?          | 199        | 174        | 12         | 13         | 3                | 33               | 31               | 0                | 2                | 4         | 20        | 24        | 4         | 0         |
| J. van Laar       | ?          | 0          | 0          | 0          | 0          | -                | -                | -                | -                | -                | -         | -         | -         | -         | -         |
| G. van Solkema    | ?          | 67         | 20         | 11         | 36         | 3                | 6                | 4                | 0                | 2                | 4         | 1         | 3         | 0         | 1         |
| M. van Zeist      | ?          | 183        | 145        | 28         | 10         | 2                | 24               | 18               | 5                | 1                | 4         | 22        | 25        | 6         | 3         |
| J. Williams       | ?          | 249        | 225        | 6          | 18         | 3                | 39               | 34               | 4                | 1                | 4         | 16        | 20        | 1         | 1         |

P = presenze; PT = punti totali; AV = attacchi vincenti; MV = muri vincenti; BV = battute vincenti

NB: Non sono disponibili i dati relativi alla Coppa dei Paesi Bassi e alla Supercoppa olandese e, di conseguenza, quelli totali